# Sayed Kashua
Sayed Kashua (Arabisch: سيد قشوع; Hebreeuws: סייד קשוע) (Tira, 31 juli 1975) is een Arabisch-Israëlische auteur, journalist en scenarioschrijver. Hij is onder meer bekend als satirische columnist van het dagblad Haaretz en het weekblad Ha'ir. Voor zijn literaire werken ontving Kashua verschillende prijzen. Zijn bestsellers werden vertaald in verschillende talen, waaronder het Duits, Frans, Italiaans en Spaans. Goef sjeni jachied en Akov achar sjienoejiem verschenen in het Nederlands onder de titels Tweede persoon enkelvoud en Wijzigingen bijhouden.

## Biografie
Kashua werd geboren in Tira, dat zich bevindt in de Driehoek van Israël. Zijn ouders zijn Palestijns. In 1990 werd Kashua toegelaten tot een prestigieus internaat in Jeruzalem. Daar studeerde hij sociologie en filosofie aan de Hebreeuwse Universiteit. Voordat hij met zijn vrouw en kinderen naar een Joodse wijk in Jeruzalem verhuisde, woonde Kashua in Beit Safafa, een Palestijns dorp langs de Groene Lijn.
Op 4 juli 2014 publiceerde Kashua een column in Haaretz die veel stof deed opwaaien. Hij schreef het stuk naar aanleiding van verschillende recente ontvoeringen en moorden van zowel Joodse als Palestijnse tieners. Kashua uitte zijn bezorgdheid om zijn familie en wanhoop over de voortdurende afwijzing van Arabische Israëliërs door de Joods-Israëlische gemeenschap. Hierbij stelde Kashua dat hij zijn "kleine oorlog had verloren" en kondigde zijn verhuizing naar de Verenigde Staten aan. Vier dagen na het verschijnen van de column brak het militaire conflict in de Gazastrook uit.

## Academische carrière
Vervolgens accepteerde Kashua onderwijsposities in Illinois en verhuisde met zijn vrouw en drie kinderen naar Chicago. Daar begon hij met lesgeven aan de Universiteit van Illinois via het Israel Studies Project, een sponsorprogramma voor Israëlische schrijvers en geleerden. Kashua bleef er tot 2018, waarna het gezin naar Saint Louis verhuisde. Tegenwoordig is hij daar werkzaam als docent Hebreeuws voor het departement van Jewish, Islamic, and Near Eastern Languages & Cultures.

## Literaire carrière
Na het lezen van The Catcher in the Rye van J.D. Salinger raakte Kashua geïnteresseerd in literatuur en begon zelf te schrijven, voornamelijk over het Arabisch-zijn in een Joods land. Hij schreef met als doel een meer gelijkwaardig Israël te creëren. Zijn eerste roman, Araviem rokdiem (Hebreeuws voor 'dansende Arabieren'), vertelt het verhaal van een Arabisch-Israëliër die naar een Joodse eliteschool gaat en Joodse gewoonten probeert over te nemen in een poging erbij te horen. Deze semi-autobiografische thema's verpakte Kashua in een het tragische komediegenre. Door de jaren heen gebruikte hij vaak stereotiepe karakters - karikaturen van zowel Joodse als Arabische Israëli's - om deze identiteiten in het echte leven te ondermijnen.
Vanaf het begin van zijn carrière als schrijver schreef Kashua uitsluitend in het Hebreeuws, ondanks dat hij opgroeide met uitsluitend Arabisch. Hij koos hier bewust voor vanwege de naar zijn mening slechte weergave van Palestijnse karakters in Hebreeuwse literatuur. Hij wilde het Palestijnse verhaal vertellen door middel van humor, sarcasme en absurditeit.
Al zijn boeken werden bestsellers. Zijn debuut werd in zeven talen vertaald, Vajehie boker in vijf talen en Goef sjeni jachied in zes talen. Van Vajehie boker kwam een verfilming, die in 2021 op het Filmfestival van Cannes in première ging.
Ondanks zijn verhuizing naar de Verenigde Staten zette Kashua zijn column in Haaretz aanvankelijk voort. Hier stopte hij in november 2017 alsnog mee. Sindsdien schrijft hij voor onder meer The New Yorker en The New York Times.

## Publicaties

### In het Hebreeuws
- 2002: Araviem rokdiem
- 2004: Vajehie boker
- 2010: Goef sjeni jachied
- 2015: Ben ha'aretz
- 2017: Akov achar sjienoejiem

### In het Engels
- 2004: Dancing Arabs
- 2006: Let It Be Morning
- 2010: Second person Singular (in 2013 verschenen onder de titel Exposure)
- 2017: Native: Dispatches from an Israeli-Palestinian Life
- 2022: Track Changes

### In het Nederlands
- 2012: Tweede persoon enkelvoud
- 2019: Wijzigingen bijhouden